# Steven Donziger
Steven R Donziger (Jacksonville, 14 de septiembre de 1961) es un abogado estadounidense conocido por sus batallas legales con Chevron, en especial el caso de los campos petroleros de Lago Agrio, en donde representó a 30.000 granjeros e indígenas ecuatorianos contra Chevron, en un caso asociado al daño ambiental y los efectos a la salud causados por la extracción petrolífera.  La Corte Permanente de Arbitraje en La Haya determinó que el caso contra Chevron en el Ecuador fue fraudulento y corrupto y "no debe ser reconocido ni debe hacerse cumplir por los juzgados de otras naciones."
El Estado de Nueva York suspendió a Donziger su licencia de abogacía en 2018 y un juzgado de apelación confirmó dicha sentencia en 2020 por "obstrucción de justicia, manipulación de testigos y coacción judicial y soborno." En 2022, el Distrito de Columbia también retiró a Donziger la licencia para practicar ley.

## Trayectoria
En relación con la contaminación causada por Chevron, indígenas de la zona declararon ya no tener agua limpia, animales para comer, ni sus plantas medicinales, y arguyeron que la empresa los dejó en la pobreza, El tribunal ecuatoriano concedió a los demandantes $9.500 millones por daños, lo que llevó a Chevron a retirar sus activos de Ecuador y emprender acciones legales contra Donziger en Estados Unidos. En 2011, Chevron presentó una demanda con base en la ley de Organizaciones Corruptas e Influenciadas por Extorsión (RICO, por sus siglas en inglés) contra Donziger en la ciudad de Nueva York. El caso fue escuchado por el juez federal de distrito Lewis A. Kaplan, quien determinó que el fallo de la corte ecuatoriana no se podía hacer cumplir en los EE. UU. porque se obtuvo mediante medios corruptos y confabulación. Como resultado de este caso, Donziger fue inhabilitado para ejercer la abogacía en Nueva York.
Donziger fue puesto bajo arresto domiciliario en agosto de 2019 mientras esperaba juicio por cargos de desacato penal al tribunal, que surgieron durante su apelación contra la decisión RICO de Kaplan, cuando se negó a entregar los dispositivos electrónicos que poseía a los expertos forenses de Chevron. La jueza federal Loretta Preska, nombrada por Kaplan, se hizo cargo del juicio. Entre otras medidas, rechazó el pedido de Donziger de obtener un juicio con jurado. También prohibió que el público pueda acceder a una transmisión del juicio.
En julio de 2021, Preska lo declaró culpable y Donziger fue sentenciado a 6 meses de cárcel en octubre de 2021. Mientras estaba bajo arresto domiciliario en 2020, veintinueve premios Nobel describieron las acciones tomadas por Chevron contra Donziger como "acoso judicial". Activistas de derechos humanos calificaron las acciones de Chevron como un ejemplo de un pleito estratégico contra la participación pública (conocido como SLAPP, por sus siglas en inglés). En abril de 2021, seis miembros del Caucus Progresista del Congreso exigieron que el Departamento de Justicia revisara el caso de Donziger. En septiembre de 2021, el Alto Comisionado de las Naciones Unidas para los Derechos Humanos declaró que la prisión preventiva impuesta a Donziger era ilegal y pidió su liberación. Habiendo pasado 45 días en prisión y un total combinado de 993 días bajo arresto domiciliario, Donziger finalmente fue liberado el 25 de abril de 2022.